# 兰里岛
兰里岛，缅甸若开邦外海一岛屿，面积1350平方公里，与皎漂港隔海相望。二战末期，该岛曾发生兰里岛之战。
2009年，中華人民共和國宣布将援助缅甸在该地区建设一深水港，作为前往云南省的输油管道起点。
2023年2月21日，隨著緬軍的撤離與轟炸下。若開軍幾乎方面控制了蘭裡島，而在3月7日隨著若開軍猛力攻擊下最終全面控制了。